# Lastni elementi tira
Lastni elementi tira so vrsta elemetov, ki opisujejo tir nebesnega telesa tako, da elementi ostajajo nespremenjeni tudi v astronomsko dolgih obdobjih.
Običajno se kot lastne elemente rabi:
- lastna velika polos (ap)
- lastna izsrednost tira (ep)
- lastni naklon tira (ip)

Za opis tirnic se rabijo tudi oskulacijski Keplerjevi elementi tira, ki veljajo samo za določeno epoho – na primer velika polos, izsrednost in naklon tira. Oskulacijski elementi tira se približno periodično spreminjajo v predvidljivem obsegu zaradi motenj, ki jih povzročajo druga telesa, in precesije (na primer apsidna precesija). V Osončju te motnje vplivajo na nebesna telesa v obdobjih tisočev let, lastni elementi pa se spreminjajo v obdobjih vsaj nekaj deset milijonov let.

## Zgledi
Zgled razlike med oskulacijskimi in lastnimi elementi tira.
Oskulacijski elementi za pritlikavi planet Cerera za epoho 26. november 2005 so:
| velika polos a | izsrednost tira e | naklon tira i |
| -------------- | ----------------- | ------------- |
| 2,765515 a.e.  | 0,080015          | 10,58680°     |

Pri tem pa so lastni elementi tira, ki so neodvisni od epohe, za isti pritlikavi planet:
| ap            | ep       | ip       |
| ------------- | -------- | -------- |
| 2,767096 a.e. | 0,116198 | 9,64741° |

Za večino teles so oskulacijski elementi tira skoraj enaki lastnim elementom, ker so vplivi precesije in motenj relativno majhni. Za 99 % asteroidov v glavnem asteroidnem pasu so razlike v elementih tira zelo majhne:
| ap        | ep  | ip |
| --------- | --- | -- |
| 0,02 a.e. | 0,1 | 2° |

Od teh razlik odstopajo asteroidi v Kirkwoodovi vrzeli, ki so v močni orbitalni resonanci z Jupitrom

## Določanje lastnih elementov tira
Lastni elementi tira se po navadi določijo tako, da se s pomočjo simulacije analizira gibanje telesa v času nekaj milijonov let. Takšna simulacija mora upoštevati mnogo podrobnosti nebesne mehanike vključno z vsemi motnjami, ki bi lahko v preteklosti vplivale na gibanje telesa. Nato se iz simulacije izločijo količine, ki se v tem časovnem obdobju niso spremenile – na primer srednji naklon tira, izsrednost tira in glavna polos. To so potem lastni elementi tira.
Izdelali so več približnih analitičnih izračunov. Z računanjem lastnih elementov tira je pričel že Kijocugu Hirajama v začetku 20. stoletja. Kasnejše analitične metode so običajno upoštevale tisoče popravkov motenj za vsako določeno telo. Danes se za določanje lastnih elementov tira rabijo računalniki, s pomočjo katerih se rešujejo zapletene enačbe iz nebesne mehanike in se konstante izluščijo iz numerične analize predvidenih leg.
Najpogostejša je raba lastnih elementov tira pri analizi družin asteroidov. Na priloženi sliki se vidi kakšna je razlika, če se rabi lastne ali oskulacijske elemente. Na diagramu se z uporabo oskulacijskih elementov družine sploh ne vidijo. Kadar pa se uporabi lastne elemente, so skupine asteroidov lepo vidne. Te skupine so družine asteroidov. Najmanjšo zaporedno številko asteroida s katerimikoli lastnim elementom tira ima 132 Etra, asteroid, ki prečka Marsov tir.